# Myjnia samochodowa
Myjnia samochodowa – miejsce oferujące usługę mycia samochodu. Usługi myjni samochodowej mogą obejmować nie tylko mycie nadwozia i podwozia, ale przykładowo również mycie silnika, woskowanie, odkurzanie, pranie tapicerki itp..

## Podział myjni

### Automatyczne

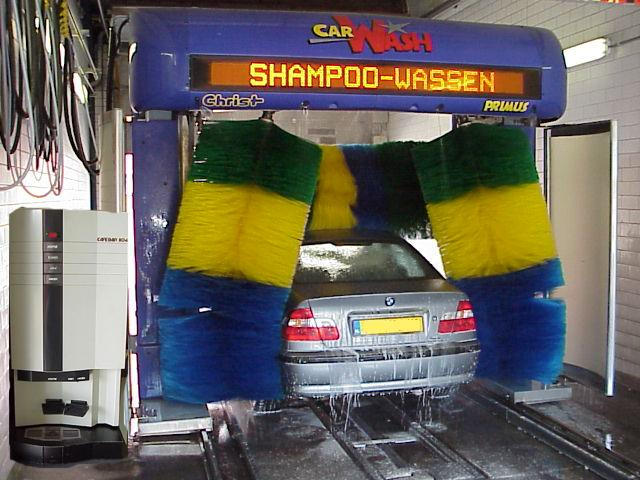
Automatyczna myjnia samochodowa

8 sierpnia 1962 dwóch Niemców wystąpiło o patent dla samoczynnej myjni dla samochodów. Urządzenie posiadało tylko dwie szczotki i jeden program pracy. W 1963 została zainstalowana trzecia szczotka i dodana funkcja suszenia.

### Tunelowe

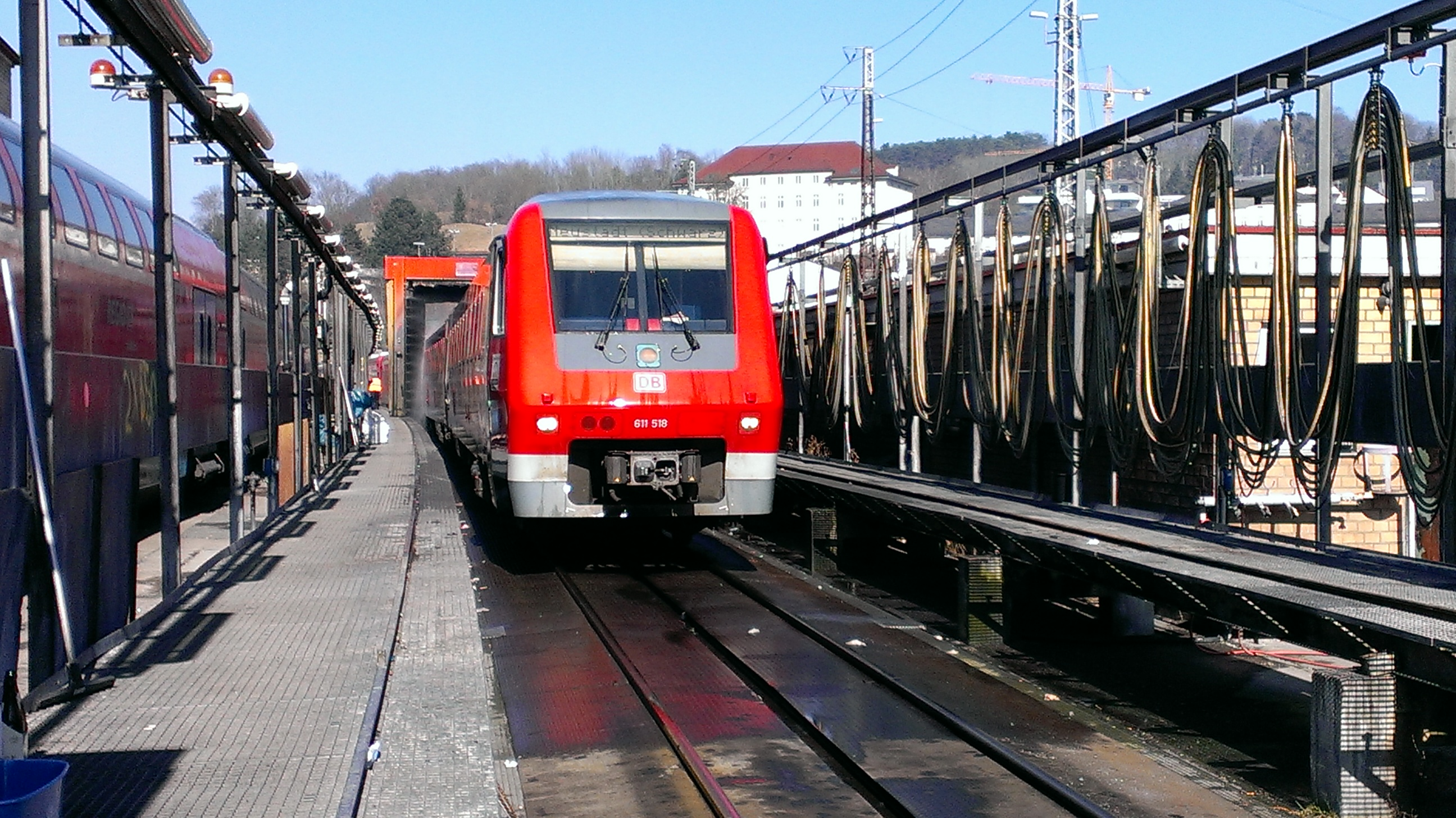
Tunelowa myjnia dla pociągów w Niemczech

Składa się z ramy wjazdowej, modułu szczotkowego, bramek chemicznych i płuczących oraz suszarek ułożonych w tunel, przez który przeciągany jest samochód pasem transmisyjnym. Sterowanie pasem i etapami mycia odbywa się w cyklu automatycznym i opiera się na fotokomórkach.
Myjnia taka może obsłużyć od 50 do 100 samochodów na godzinę, jest prosta i szybka w budowie. Cena sprzętu i budynku pod taką myjnię może sięgnąć nawet 1 mln zł.

### Bezdotykowe

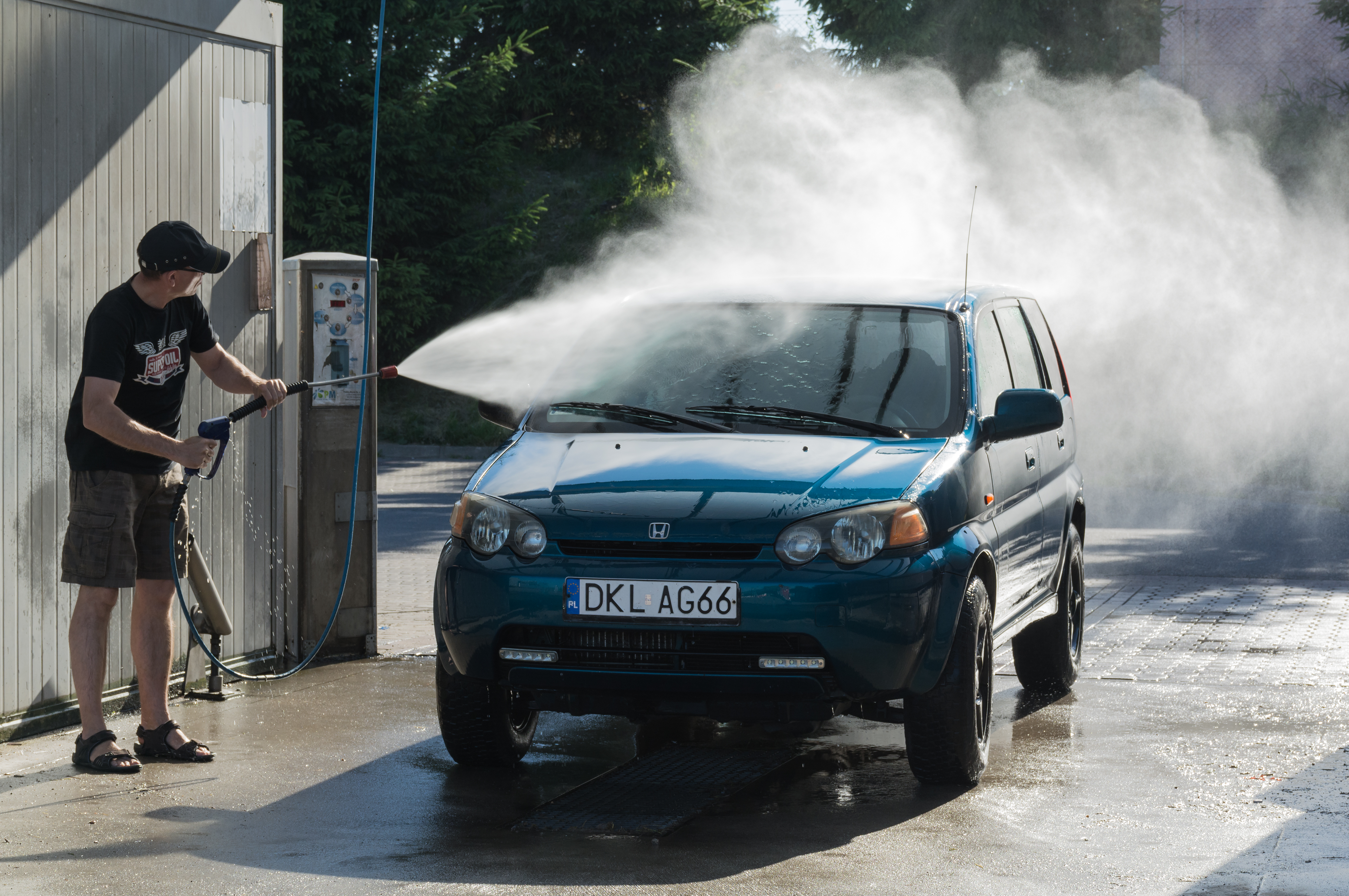
Myjnia bezdotykowa w Kłodzku

Zazwyczaj jest to myjnia samoobsługowa, gdzie klient parkuje swój pojazd na stanowisku do mycia, a następnie poprzez uiszczenie opłaty na panelu sterującym może rozpocząć mycie. Proces mycia rozpoczyna się od wyjęcia pistoletu z lancą ze stojaka lub uchwytu znajdującego się na stanowisku. Następnie klient wybiera program, którym chce myć auto. Najczęściej klient ma do dyspozycji 4 programy:
1. gorąca woda z detergentem myjącym, zazwyczaj mikroproszkiem,
2. spłukiwanie zimną wodą z sieci[4],
3. nabłyszczanie gorącą wodą z dodatkiem wosku lub polimeru, tworząc dodatkową warstwę chroniącą lakier oraz ułatwiając spływanie wody,
4. zmiękczona i zdemineralizowna woda, która ma za zadanie finalne opłukanie pojazdu z pozostałości po poprzednich programach, co pozwoli nie zostawić śladów na karoserii po wyschnięciu, zazwyczaj wzbogacona nabłyszczaczem.

Coraz bardziej popularne stają się programy wstępne ułatwiające zmywanie trudnych zabrudzeń takich jak: piana aktywna, oprysk felg.
Aby najlepiej umyć auto, klient powinien skorzystać ze wszystkich programów, w minimalnej wersji może się ograniczyć do programu pierwszego i czwartego. Myjnia musi być wyposażona w separator, przez który przechodzą ścieki, zanim trafią do kanalizacji. Ma on za zadanie wyłapać substancje ropopochodne.

### Portalowe (bramowe)

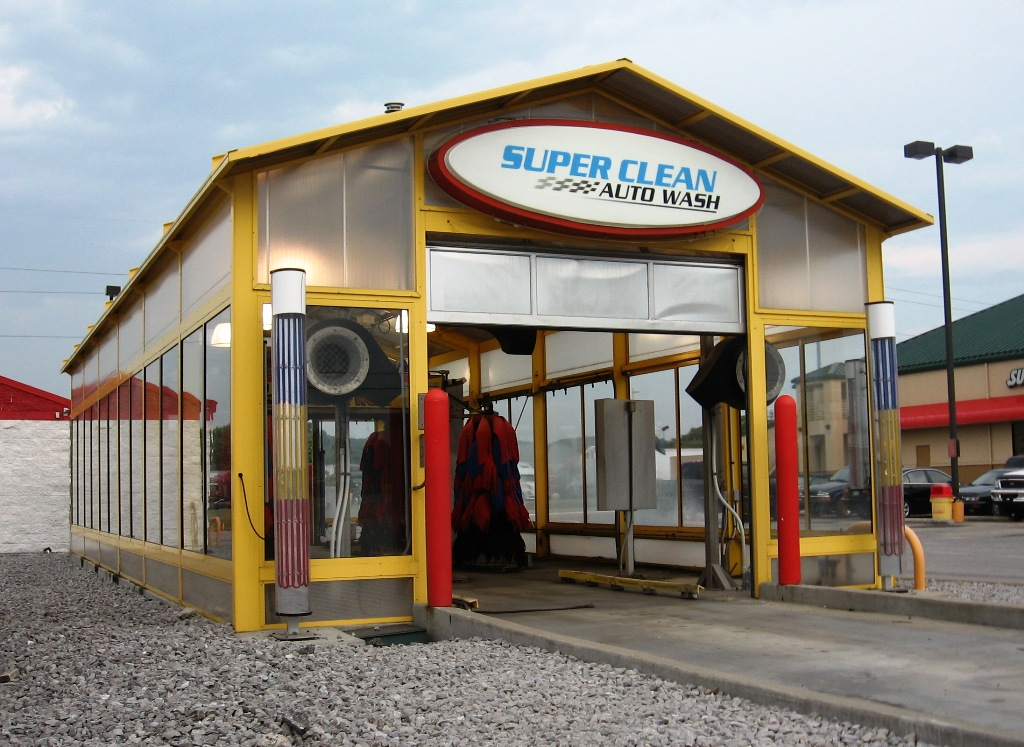
Myjnia bramowa

Najczęściej spotykany typ myjni, przede wszystkim przy stacjach paliw. Nazwa związana jest z konstrukcją urządzenia. Ma ona formę bramy poruszającej się nad stojącym nieruchomo pojazdem. Na konstrukcji zamontowane są szczotki, suszarka oraz systemy nanoszenia środków myjących i konserwujących, a także szereg opcji dodatkowych. Myjnie tego typu są w stanie umyć do 16 samochodów na godzinę, jednak istnieją rozwiązania, w których zastosowanie dwóch oddzielnych bram myjącej i suszącej – pozwoliło na zwiększenie przepustowości do ponad 20 pojazdów. Muszą być instalowane w ogrzewanej hali o minimalnej długości 10,5 m.

### Dla ciężarówek
Od zwykłej myjni różni się gabarytami, ponieważ żaden ciągnik siodłowy nie zmieści się pod szczotki tradycyjnej myjni automatycznej. Zazwyczaj spotykany typ myjni dla ciężarówek to myjnia tunelowa. Od typowych myjni tunelowych oprócz gabarytów różni się od innych myjni tego typu sposobem przeprowadzenia pojazdu przez tunel. Ciągnik bądź zespół pojazdów ciągnięty jest nie pasem transmisyjnym, lecz specjalnymi podestami.

### Dla motocykli
Powstały w Stanach Zjednoczonych i są rodzajem myjni automatycznej dla motocykli. Proces mycia polega na przypięciu przedniego koła motocykla do specjalnej uprzęży, po czym jest on spryskiwany wodą wraz z mydłem i ciepłym powietrzem.